# Lemmy Kilmister
Ian "Lemmy" Kilmister (født Ian Fraiser Kilmister 24. december 1945 i Stoke-on-Trent, Staffordshire, død 28. december 2015) var en engelsk musiker. Han var bassist, sanger, sangskriver og frontfigur for heavy metal bandet Motörhead.
Som ung var Lemmy roadie for Jimi Hendrix, og i 1971 kom han med i rockbandet Hawkwind. Lemmy spillede bas for Hawkwind frem til 1975, da han blev smidt ud af bandet. Efter dette bestemte Lemmy sig for at starte sit eget band kaldt Bastard.
Men da manageren fortalte, at et band med et sådant navn aldrig ville blive taget seriøst og sælge godt, ændrede han navnet til Motörhead. Navnet tog han efter den sidste sang, han havde skrevet for Hawkwind, kaldt "Motorhead".
I 1981 startede Lemmy et sideprojekt med pigebandet Girlschool. De slog navnene Girlschool og Motörhead sammen og kaldte bandet Headgirl. Projektet varede ikke særlig længe, og sammen udgav de kun to ep'er. Deres største hit var sangen "Please Don't Touch", som er blevet inkluderet på samlealbum af både Motörhead og Girlschool.
Lemmy Kilmister var også været involveret i bandene Rainmakers, Rockin' Vicars, Motown Sect, Sam Gopal og The Head Cat. Han gæstede også Dave Grohls Probot på sangen "Shake Your Blood". Desuden på White Limo fra Foo Fighters albummet Wasting light.